# Firekildehypotesen (Det Nye Testamente)
|  | For anden betydning, se Firekildehypotesen (Det Gamle Testamente) |
Firekildehypotesen er en hypotese, der forklarer forholdet mellem de tre synoptiske evangelier. Den er udarbejdet af Burnett Hillman Streeter i 1924 som en udvidelse af Tokildehypotesen, hvor der inkluderes to hypotetiske manuskripter mere, nemlig M (Matthæus’ ekstra kilde) og L (Lukas’ ekstra kilde. Matthæus kendte ikke L, og Lukas kendte ikke M. M havde jødekristen karakter, hvilket tyder på en oprindelse i Jerusalem, mens L stammede fra Cæsarea. Q mente han kom fra Antiokia.
Desuden inkluderes i nogle versioner et fødselsdokument som Lukas’ kilde til Juleevangeliet og et dokument fra Antiokia som en kilde til Matthæus. Alle disse dokumenter er dog hypotetiske.